# Азербайджанская партия демократических предпринимателей
Партия демократических предпринимателей Азербайджана — политическая партия, основанная Махмудом Мамедовым в 1994 году, под председательством политика Гасыма Гасымова, представленная 2 депутатами Милли Меджлиса Азербайджана 1-го созыва, 5 марта 2021 года присоединившаяся к правящей партии «Новый Азербайджан».

## История
Партия демократических предпринимателей Азербайджана была основана 23 апреля 1994 года бизнесменом Махмудом Мамедовым. Партия была официально зарегистрирована 17 мая 1994 года.
Членами партии были такие люди как Ясиф Насирли, Микаил Мирза, Матлаб Муталлимли, Джумшуд Нуриев, Гаджи Аликрам и Зейнаддин Хасматов.
В середине 1990-х Эльдар Азизов стал первым заместителем председателя партии и некоторое время занимал пост заместителя председателя партии
2 марта 2021 года состоялся съезд Демократической партии предпринимателей Азербайджана, на котором было принято решение об объединении партии в партию «Новый Азербайджан». 5 марта 2021 года на внеочередном 7-м съезде партии «Новый Азербайджан» было принято заявление о слиянии, направленное Партией демократических предпринимателей Азербайджана. Таким образом, Демократическая партия предпринимателей Азербайджана официально объединилась с партией «Новый Азербайджан».

## Выборы
В 1995 году Партия демократических предпринимателей Азербайджана участвовала как в пропорциональных, так и в одномандатных округах на парламентских выборах, набрала 142 323 голоса (4 % от общего числа голосов) и не преодолела 8 % голосов. Хотя Демократическая партия предпринимателей Азербайджана участвовала в выборах с 38 кандидатами по одномандатным округам, только 10 из них были официально зарегистрированы. Тем не менее, по одномандатным округам были избраны 2 кандидата от партии — Микаил Мирза и депутат Матлаб Муталлимли